# Erich Offierowski
Erich Offierowski (* 14. Oktober 1937 in Erftstadt; † 23. April 2019 ebenda) war ein deutscher Schlagertexter, Komponist und Musikproduzent. Er verwendete häufig das Pseudonym Stephan Lego und für englischsprachige Texte auch den Namen Steve Parrow.
Offierowski schrieb ab den 1970er Jahren unter anderem Lieder für Adam & Eve, Bata Illic, Gitte, Ireen Sheer, Ulla Norden und Wolfgang Sauer. In den 1990ern war er an den Erfolgen von Claudia Jung (Atemlos, Stumme Signale), Andrea Berg (Kilimandscharo) und Kristina Bach (Erst ein Cappuccino) beteiligt. Für Claudia Jung, Roberto Blanco, Karel Gott und weitere Interpreten war er auch als Produzent tätig.
Er war außerdem als Textdichter bei folgenden ESC-Vorentscheiden vertretem: 1973, 1976, 1979, 1984, 1985, 1986 und 1996.
2003 wurde er mit dem Willy-Dehmel-Preis der Rechteverwertungsgesellschaft GEMA als Textdichter ausgezeichnet.
Am 23. April 2019 starb er in seinem Heimatort Erftstadt im Alter von 81 Jahren.